# Virus de Dugbe
Orthonairovirus dugbeense
Espèce
Synonymes
- Dugbe orthonairovirus (ICTV, 2016)
- Dugbe nairovirus (ICTV, 2015)
- Dugbe virus (ICTV, 1979)

Orthonairovirus dugbeense, dit le virus de Dugbe (DUGV), est une espèce de virus de la famille des Nairoviridae et du genre Orthonairovirus. C'est un virus à ARN monocaténaire de polarité négative pathogène pour l'humain. Originaire d'Afrique centrale, il est transmis au bétail par les tiques :
- Amblyomma variegatum (en) (121 souches) ;
- Rhipicephalus annulatus (2 souches) ;
- Rhipicephalus decoloratus (4 souches).

L'infection par ce virus entraîne des pathologies s'accompagnant de fièvre.